# Henriëtte en Anna Roll

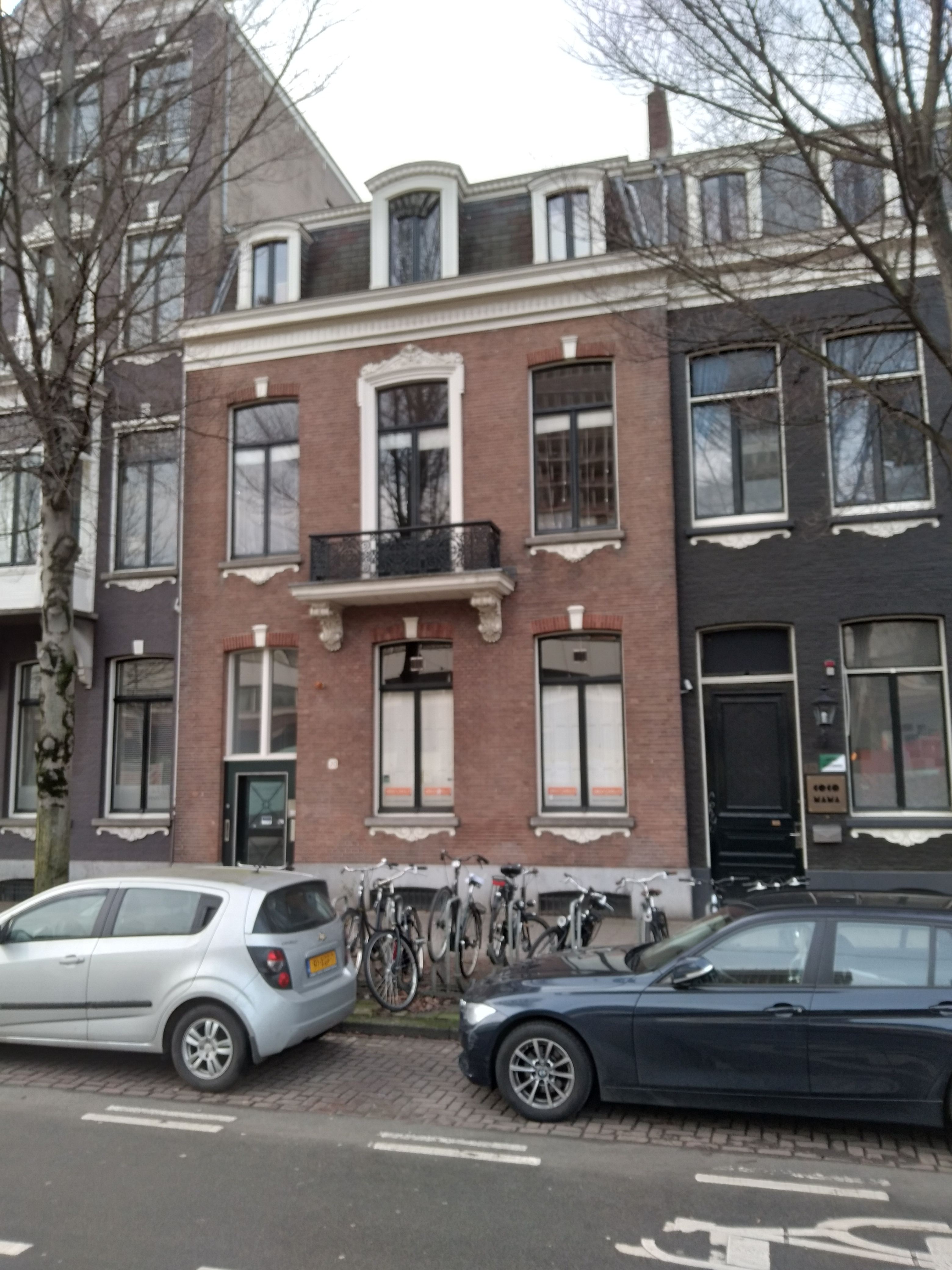
Westeinde 20 in 2022

De zusters Hendrika Sophia Charlotte (Henriëtte) Roll (Amsterdam, 20 juni 1863 – aldaar, 12 juni 1926) en Johanna Jacoba Suzanna Louise (Anna) Ris-Roll (Amsterdam, 22 augustus 1865 – aldaar, 11 september 1943) vormden samen één van de eerste pianoduo’s in Nederland. Ze waren ook beiden pianoleraressen, die opleidden tot piano-examens.
Ze waren dochters van voormalig predikant en arts (medicinae doctor) Jan Benjamin Roll en Johanna Jacoba Veltman. Anna trouwde in 1901 met makelaar Pieter Ris en werd onder zijn achternaam bekend. Dat echtpaar woonde langere tijd aan Westeinde 20. Henriëtte bleef ongehuwd en woonde op Nicolaas Maesstraat 74.
Ze kregen hun muziekopleiding in Amsterdam en Keulen. Tussen 1894 en 1925 traden ze als pianoduo op met twee piano op het podium. Het spelen aan twee vleugels (dus geen vierhandig piano) was destijds nog niet ingeburgerd. Overigens bespeelden ze in hun beginperiode ook wel de piano-double (twee tegen elkaar gebouwde vleugels met twee snaargroepen, maar op dezelfde klankbodem). Daniël de Lange vond ze zeer getalenteerd, het leek of één pianist speelde. Die mening werd gedeeld door componist en recensent Matthijs Vermeulen. Hun optredens zorgde voor nieuw repertoire voor het genre geschreven door Lambert Adriaan van Tetterode (Scherzo opus 62), Ulfert Schults, Jan Willem Kersbergen (Thema en variaties voor twee piano's), Arthur De Greef (Valse triste) en Sem Dresden. Over de werken van Van Tetterode, Kersbergen en De Greef was Vermeulen minder te spreken. Ze traden op in Nederland, België en Duitsland. 
De zusters traden ook afzonderlijk op of een combinatie ervan. Zo speelde Henriëtte samen met Sam Swaap op 26 november 1926 de Hymne voor viool en piano van Alphons Diepenbrock en een vioolsonate van Lekeu. Na de pauze speelden de zusters werken van Christian Sinding en Camille Saint-Saëns. Plaats van handeling was de kleine zaal van het Concertgebouw.
Het duo speelde ook drie keer in de grote zaal met het orkest. Drie keer speelden ze het Concert in Es majeur (KV 365):
- 17 oktober 1893 onder leiding van Jean Renard, toen ook Variations sur un thème de Beethoven van Camille Saint Saëns.
- 22 april 1917 onder leiding van Willem Mengelberg
- 5 juni 1919 onder leiding van Cornelis Dopper

Op 20 januari 1907 was Henriëtte alleen solist bij genoemd orkest onder leiding van Mengelberg in een uitvoering van Variationen und Fuge über ein Thema von Beethoven van Max Reger, die ook de tweede solist was.
Het Algemeen Handelsblad van 21 augustus 1940 noemde hun samenwerking onovertroffen.
Henriëtte Roll bevond zich in artistieke kringen. Ze was bevriend met schrijvers als Frederik van Eeden (hij noemde haar talloze keren in zijn dagboeken; hij schreef het "in memoriam" in De Tijd; hij noemde haar Jetje) en Jacob Israël de Haan (schreef een kwatrijn onder de titel Henriëtte Roll, beginnend met "Hoe vaak heb ik naar uw muziek geluisterd"). Ze werd begraven op Zorgvlied.    
Nadat haar zuster overleed wijdde Anna zich alleen nog aan muziekonderwijs, dat ze in tijdens het duoschap had opgezet. Haar 75-ste verjaardag in 1940 en haar overlijden in 1943 was landelijk nieuws. 